# گیوم دو ور
گیوم دو ور (به فرانسوی: Guillaume du Vair) نویسنده و سیاستمدار قرن شانزدهم میلادی اهل فرانسه است.